# Оливковий вінок

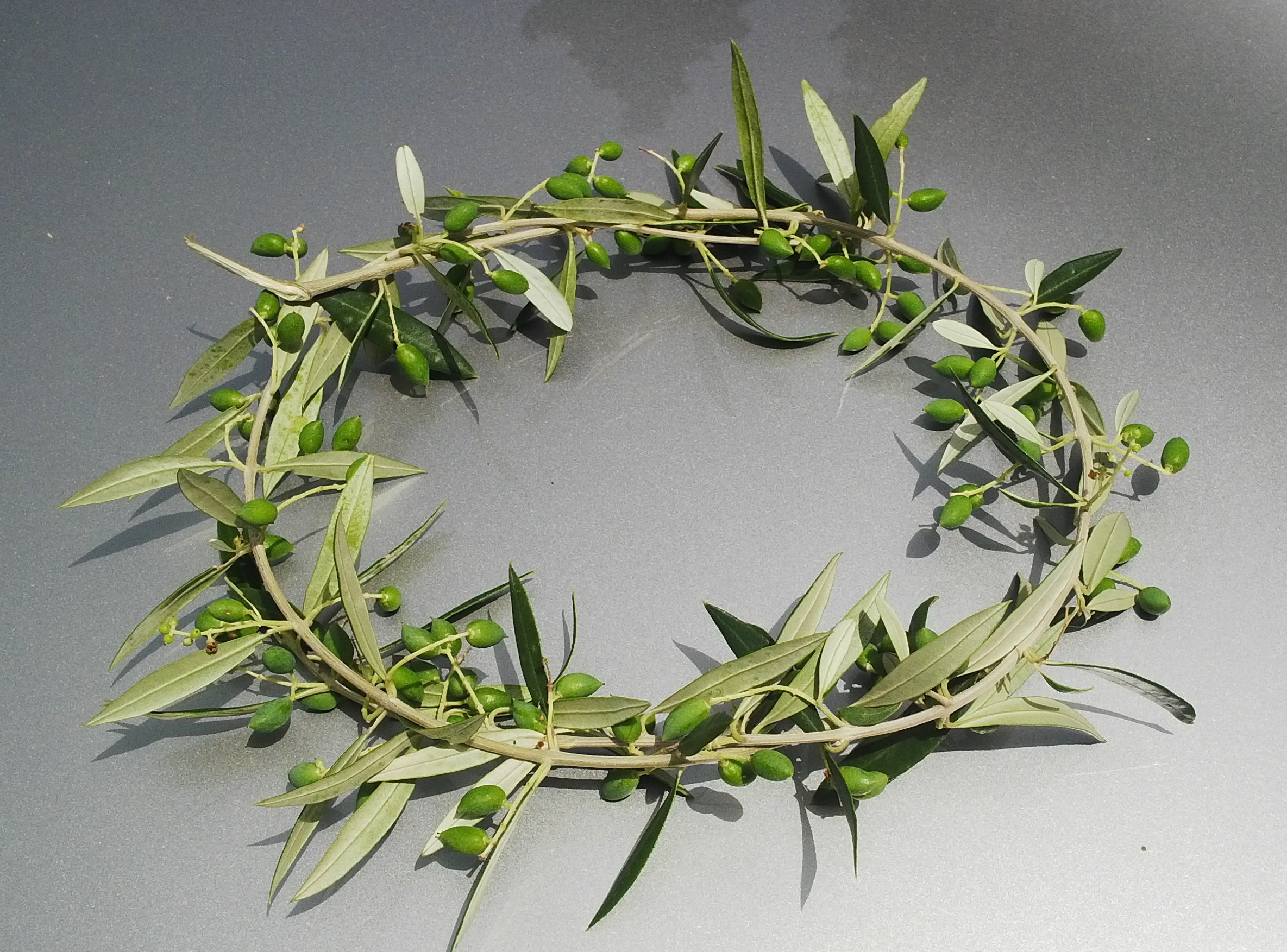
Оливковий вінок, приз переможця на Стародавніх Олімпійських іграх.

Оливковий вінок, також відомий як котинос ( грец. κότινος),  спочатку був єдиним призом, який присуджувався для переможця античних Олімпійських ігор. Це була гілка дикого оливкового дерева  Каллістефанос Елея  (також її називають Елая Каллістефанос),  яка росла в Олімпії  та переплітаючись, утворювала форму кола чи підкови. Гілки священного, дикого оливкового дерева зрізали біля храму Зевса. Це робили амфіталі паї ( дав.-гр. lang|grc|παῖς ἀμφιθαλής, хлопчики, батьки яких були живі) користуючись золотими ножицями. Потім, вони відносили їх до храму Гери і клали на стіл зроблений із золотої слонової кістки. Звідти, Гелланодакаї (судді Олімпійських ігор) брали їх та виготовляли вінки. І вже ними коронували переможців ігор. 

## Історія

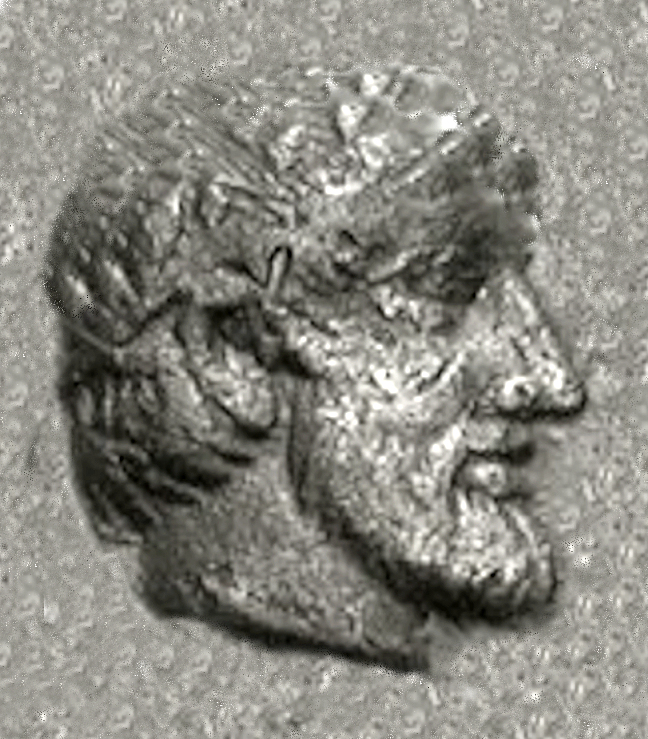
Архептоліди в оливковому вінку, близько 459 р. до н.

За словами Павсанія, саме Геракл ввів його як приз для переможця по бігу на честь свого батька Зевса. Він привіз оливкове дерево зі своєї батьківщини, Криту або з півночі, і посадив його біля храму Зевса в Олімпії.  У стародавніх Олімпійських іграх не було золотих, срібних та бронзових медалей, лише вінок. Також, у кожній події був один переможець. Оливковий вінок був замінений олімпійською медаллю на сучасних Олімпійських іграх. І лише на літніх Олімпійських іграх 2004 року в Афінах, на честь давньої традиції, були вручені оливкові вінки, щоб підкреслити історичний зв'язок нинішніх ігор з античними. 
Офіційна церемонія передачі відбувалася в останній день ігор у піднятому тамбурі Храму Зевса. Після того, як вісник оголошував ім'я олімпійського переможця, голову переможця прикрашали оливковою короною - котиносом, який, як вважалося, забезпечував божественний захист.
Наступну історію, яка стосується оливкового вінка, описує Геродот. Коли Ксеркс допитував деяких аркадян після битви при Термопілах, він поцікавився, чому так мало грецьких чоловіків захищало Термопіли. Відповідь була така: "Усі інші чоловіки беруть участь в Олімпійських іграх" . І на запитання "Який приз для переможця?" , вони відповіли "Оливковий вінок". Тоді Тірітантехмес, один із його генералів, промовив: "Боже мій! Мардоній, що це за люди, проти яких ти привів нас воювати? Люди, які змагаються не за майно, а за доброчесність "" 

В Плутосі Арістофан робить жартівливий коментар щодо переможців-спортсменів, яких вінчає вінок із дикої оливки замість золота: 
Чому, Зевс бідний, я вам це чітко докажу. В Олімпійських іграх, які він заснував і на які кожні чотири роки скликає всю Грецію, він увінчує переможців-спортсменів лише дикою оливою? Якби він був багатим, він би давав їм золото.
Переможців-спортсменів вшанувували, годували та хвалили. Їхні вчинки були записані в хроніку, щоб майбутні покоління могли оцінити їх досягнення. Насправді, імена олімпійських переможців склали хронологічну основу стародавнього світу, як це влаштував Тімей у своїй праці «Історії» .
Серед багатьох культурних згадок, є згадка, що стосуються саме оливкового вінка. Це перший рядок першої строфи в гімні Мексики, який, образно, закликає Батьківщину триматися оливкового вінка, що оточує "його храми". Вінка, який був даруваваний святим архангелом, бо сам Бог написав долю цієї батьківщини.

## Дивитися також
- Олімпійська медаль
- Стародавні Олімпійські ігри
- Маслина європейська
- Лавровий вінок